# ラボック・プレストン・スミス国際空港
ラボック・プレストン・スミス国際空港（英: Lubbock Preston Smith International Airport）はアメリカ合衆国テキサス州ラボックにある国際空港。名前は元テキサス州知事であるプレストン・スミスにちなむ。

## 就航路線

### 定期便
| 航空会社                   | 就航地                                          |
| -------------------------- | ----------------------------------------------- |
| サウスウエスト航空         | オースティン、ダラス/ラブ、デンバー、ラスベガス |
| アメリカン航空             | ダラス                                          |
| アメリカン・イーグル       | ダラス、フェニックス                            |
| ユナイテッド・エクスプレス | デンバー、ヒューストン                          |

### 貨物便
- Ameriflight（ダラス）
- Baron Aviation Services（アビリーン、ロズウェル）
- Empire Airlines（ミッドランド、Ft.Worth Alliance）
- フェデックス エクスプレス（メンフィス、ツーソン）